# Мурадзи
Мурадзи (яп. 連, «старосты сёл») — наследственный титул глав провинциальных аристократических семей японского государства Ямато (IV-VIII века), которые вели свою родословную от синтоистских богов. По своей степени равнялся титулу оми.
Аристократы с титулом мурадзи должны были происходить из сельской или военной знати томономияцуко. Они заведовали ритуальными или военными делами. Самые влиятельные мурадзи получали от монарха титул «великого мурадзи» — о-мурадзи, который становился главным советником монарха и принимал непосредственное участие в управлении государством.